# Pierantonio Pavanello
Pierantonio Pavanello (* 20. května 1955 Bassano del Grappa) je italský římskokatolický duchovní a biskup Adria-Rovigo.

## Život
Narodil se 20. května 1955 v Bassano del Grappa.
Navštěvoval lyceum G.B. Brocchi v rodném městě. Po dokončení střední školy nastoupil na studia práva Padovské univerzity. Roku 1976 vstoupil do kněžského semináře ve Vicenze a 16. května 1982 byl biskupem Arnoldem Onistem vysvěcen na kněze a inkardinován do diecéze Vicenza. Stal se farním vikářem farnosti svatého Klementa ve Valdagno. V říjnu 1989 odešel do Říma, kde se věnoval studiu kanonického práva na Papežské univerzitě Gregoriana.
Roku 1992 byl jmenován defensorem vinculi regionálního církevního soudu Triveneto. Od roku 1999 působil jako soudce a o tři roky později jako soudní vikář. Byl sekretářem kněžské rady a sboru poradců. Během období úřadu biskupa Cesare Nosiglii byl ustanoven biskupským kancelářem.
Věnoval se výuce kanonického práva na Teologickém institutu ve Vicenze, Institutu svatého Antonína v Padově a na Fakultě kanonického práva svatého Pia X. v Benátkách.
Dne 23. prosince 2015 jej papež František jmenoval biskupem Adria-Rovigo. Biskupské svěcení přijal 20. února následujícího roku z rukou kardinála Pietra Parolina a spolusvětiteli byli biskup Beniamino Pizziol a biskup Lucio Soravito De Franceschi. Dne 11. května 2021 byl zvolen moderátorem církevního soudu Triveneta a 21. června členem Nejvyššího tribunálu apoštolské signatury.